# محله سرچشمه
سرچشمه نام محله‌ای قدیمی در تهران است. این محله در منطقه ۱۲ شهرداری تهران و در محدودهٔ محلهٔ بهارستان واقع است. گفته می‌شود که در گذشته چندین چشمه پرآب در این منطقه وجود داشته و به همین دلیل نام سرچشمه به این محله داده شده‌است. همچنین به‌دلیل وجود این چشمه‌ها و دسترسی مناسب به آب اولین ایستگاه آتش‌نشانی ایران (اطفائیه) در سه‌راه امین حضور در مجاورت این محله بنا نهاده شده‌ است. 

## اهالی سرشناس
- مجید سمیعی[۱]
- غلامحسین صدیقی[۲]
- حسین شاه‌حسینی[۳]
- مسعود فردمنش
- حسن اصغری
- باقر آیت‌الله‌زاده شیرازی
- شهره صولتی[۴]
- محمدرضا ظفرقندی
- ابراهیم کریم‌آبادی
- حسن طهرانی مقدم
- گوگوش

همچنین تات زبان‌ها که اولین گروه از قوم آریایی بودند نیز در ابتدا در این مکان سکنی گزیدند که حسب شواهد و اسناد تاریخی اولین افرادی که تهران را به عنوان پایتخت انتخاب نموده بودند ولی بعدها به دلیل دشمنی با صفویان و قاجاریان به اطراف قزوین تبعید شدند.

## بناهای مهم
- خانه قوام الحضور (خانهٔ فرهنگ محله سرچشمه)[۵]
- دفتر سابق مرکزی حزب جمهوری اسلامی و یادمان انفجار هفتم تیر(مجموعه سرچشمه)[۶]
- خانه وثوق الدوله[۷]

## خیابان‌ها
- خیابان امام موسی صدر
- خیابان عادل
- خیابان انبار گندم
- خیابان حاج محمد یزدی
- خیابان خراسان
- خیابان قیام (میدان قیام) بزرگراه محلاتی
- خیابان ۱۵ خرداد
- خیابان امیرکبیر (سه راه سرچشمه) – (امین حضور)
- خیابان ایران